# Pirče, Kostel
Pirče este o localitate din comuna Kostel, Slovenia, cu o populație de 22 de locuitori.